# مقاطعة كومال (تكساس)

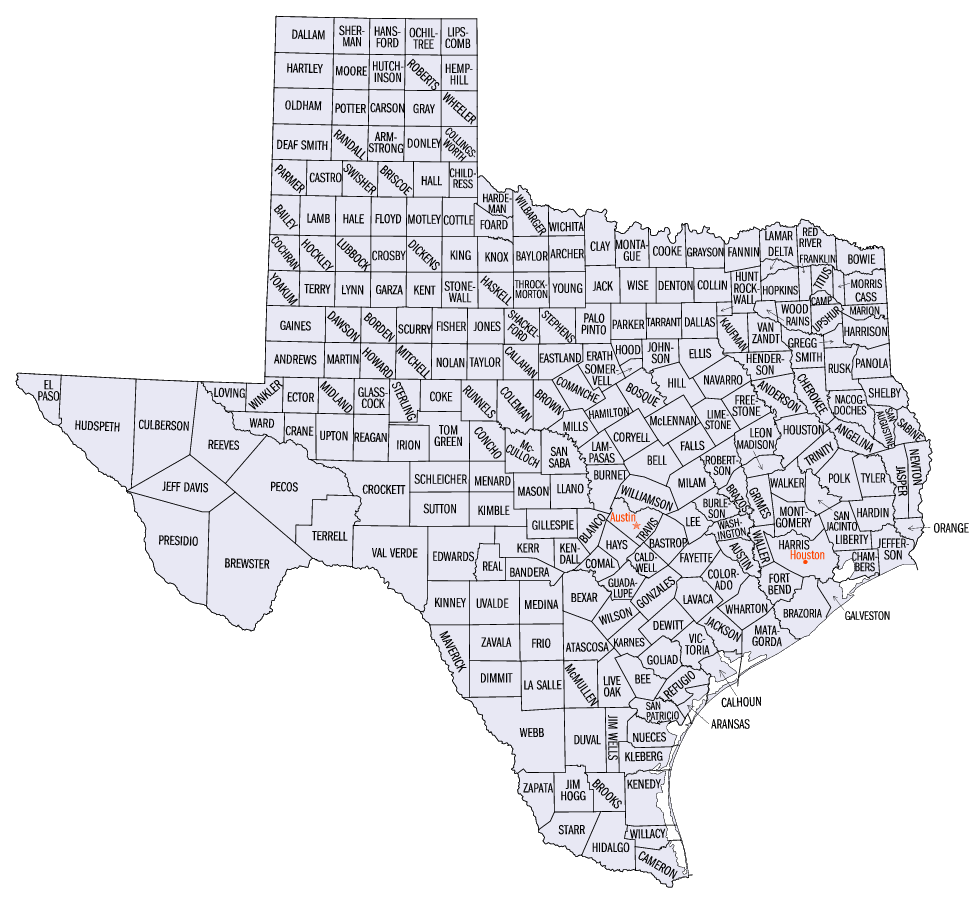
خارطة مقاطعات تكساس

مقاطعة كومال (بالإنجليزية: Comal  County)‏ هي إحدى المقاطعات في ولاية تكساس، الولايات المتحدة الأمريكية.